# Vocabulario de la lengua general de todo el Perú llamada lengua Quichua o del Inca
Vocabulario de la lengua general de todo el Perú llamada lengua Quichua o del Inca es un diccionario de quechua cusqueño elaborado por el jesuita Diego González Holguín. Fue impreso en Lima en 1608 en los talleres de Francisco del Canto. El libro está compuesto de 375 páginas en la parte quechua española y de 332 la castellana y quechua, totalizado 700 páginas a dos columnas.
En 1952 se publicó una segunda edición por parte de la Universidad Nacional Mayor de San Marcos (UNMSM) en Lima. La edición y el prólogo estuvieron a cargo de Raúl Porras Barrenechea.